# Cash Out
Série
High Rollers
(2025)
Pour plus de détails, voir Fiche technique et Distribution.
Cash Out est un film américain réalisé par Randall Emmett et sorti en 2024.
Une suite, High Rollers, est prévue en 2025.

## Synopsis
Voleur expérimenté, Mason Goddard va tenter son plus gros coup avec son frère Shawn : un braquage de banque. Mais rien ne va se passer comme prévu et ils vont se retrouver piégés à l'intérieur, entourés par la police, le SWAT, le FBI et Interpol. La tension monte alors que Mason va tenter de négocier en demandant de parler à la négociatrice Amelia Decker, une ancienne conquête.

## Fiche technique
Sauf indication contraire, les informations mentionnées dans cette section peuvent être confirmées par la base de données cinématographiques IMDb,  présente dans la section « Liens externes ».
- Titre original et français : Cash Out
- Réalisation : Randall Emmett (crédité sous le pseudonyme d'Ives)
- Scénario : Dipo Oseni et Doug Richardson
- Musique : Yagmur Kaplan
- Décors : Travis Zariwny
- Photographie : Alejandro Lalinde
- Montage : Marc Fusco
- Production : Joel Cohen, Randall Emmett (crédité Ives) et Cecil Chambers

Producteurs : Noel Ashman, Shanan Becker, Matthew Helderman, Tyler Jon Olson, Steven Small, Ryan Donnell Smith, Sean Stone et Luke Taylor
- Sociétés de production : Convergence Entertainment Group, Fifty Feet Movie et Triumphant Pictures ; en association avec BondIt Media Capital
- Société de distribution : Saban Films (États-Unis)
- Budget : N/A
- Pays de production :  États-Unis
- Langue originale : anglais
- Format : couleur - 2.39:1
- Genre : action, thriller, casse
- Durée : 92 minutes
- Dates de sortie[2] :
  - États-Unis : 26 avril 2024 (Gasparilla International Film Festival)
  - États-Unis : 26 avril 2024 (sortie limitée en salles)
  - France : 10 septembre 2024 (vidéo à la demande)
- Classification[3] :
  - États-Unis : R

## Distribution
- John Travolta : Mason Goddard
- Kristin Davis : Amelia Decker
- Lukas Haas : Shawn Goddard
- Quavo : Anton
- Bernard White : M. Perez
- Noel Gugliemi : Hector
- Natali Yura : Link
- Swen Temmel : Georgios Caras
- Matt Gerald : le capitaine Fabrizio
- Joel Cohen : Vernon Richter

## Production
Le tournage se déroule principalement à Columbus en Géorgie en juin 2022,,,.

## Sortie et accueil

### Dates de sortie
Cash Out connait une sortie limitée dans certains cinémas américains mais sort principalement en vidéo à la demande.

### Critique
Sur le site d'agrégation de critiques Rotten Tomatoes, le film obtient 20% d'avis favorables, pour 20 critiques et une note moyenne de 3,7⁄10. Sur le site Metacritic, qui utilise une moyenne pondérée, le film obtient la note de 46⁄100 pour 6 critiques.

## Suite
La suite, initialement intitulée Cash Out 2: High Rollers puis simplement High Rollers, est toujours réalisée par Randall Emmett (sous le pseudonyme Ives). Le tournage débute en avril 2023, notamment dans un casino de D'Iberville dans le Mississippi et sur le côte du golfe du Mississippi,. La sortie américaine est fixée au 14 mars 2025, toujours avec Saban Films à la distribution.